# Metaphycus fuscidorsum
Metaphycus fuscidorsum is een vliesvleugelig insect uit de familie Encyrtidae. De wetenschappelijke naam is voor het eerst geldig gepubliceerd in 1919 door Gahan.